# Momhil Sar
Momhil Sar – szczyt w Karakorum w rejonie Hispar Muztagh na terenie Pakistanu. Jest 64 szczytem Ziemi pod względem wysokości. Wznosi się ponad 1500 metrów ponad otaczającymi go lodowcami.
Pierwszego wejścia dokonali Austriacy: Hanns Schell, Rolf Wiederhofer, Leo Schlömmer, Horst Schindlbacher i Rudolph Pischinger 29 czerwca 1964 r.